# Architektur Athens

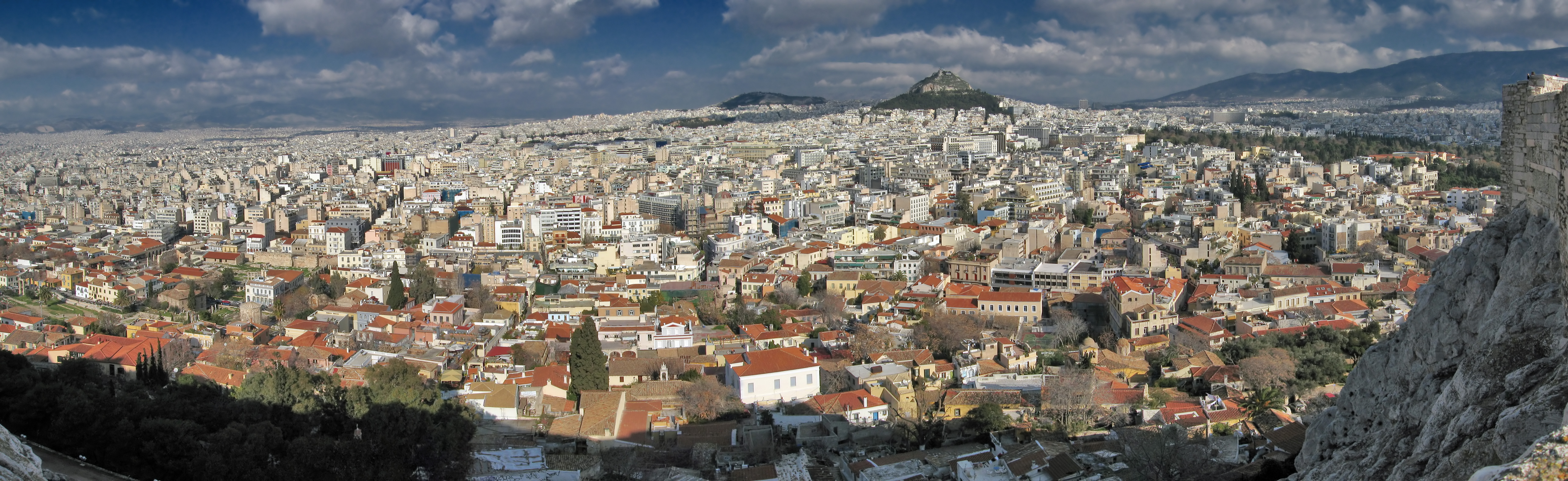
Blick von der Akropolis nach Nordosten

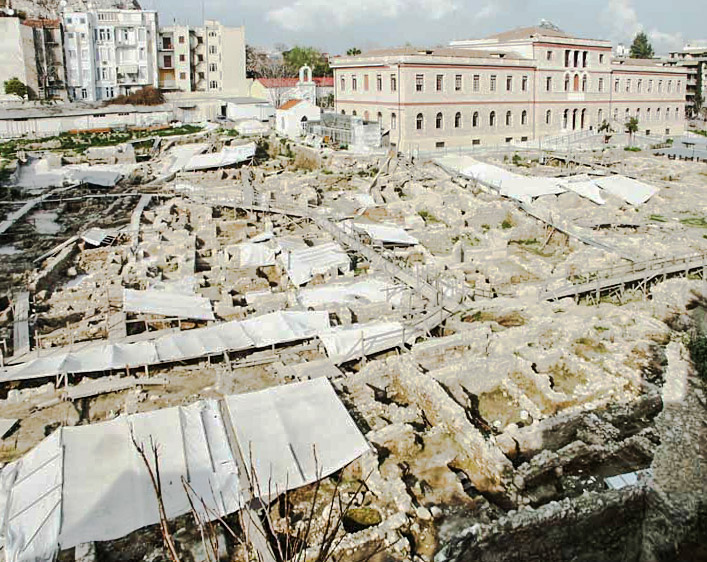
Antike Funde auf Baustellen sind keine Seltenheit

Wer Athen vom Flugzeug oder einem der Hügel im Stadtgebiet betrachtet, dem präsentiert sich die Stadt als weißes Häusermeer von Appartementhäusern und Büros. Diese unstrukturierte Teppichästhetik ist zum einen auf das rasante Wachstum (in den 1920/1930er Jahren und 1960/1970er Jahren) zurückzuführen, zum anderen auch auf die Bauordnung, die die Errichtung von dominanten Gebäuden zum Schutz der Akropolis als Wahrzeichen verhindert.
Drei architektonische Schwerpunkte Athens verdienen Beachtung:
- die Bauwerke der Antike (und da vor allem die weniger besuchten, wie die Agora und der Kerameikos),
- die klassizistischen Bauten aus der Mitte des 19. Jahrhunderts und
- die athenischen Interpretationen des modernen Appartementhauses, namentlich vor allem die Bauten bis ca. 1935.

## Bauwerke der Antike

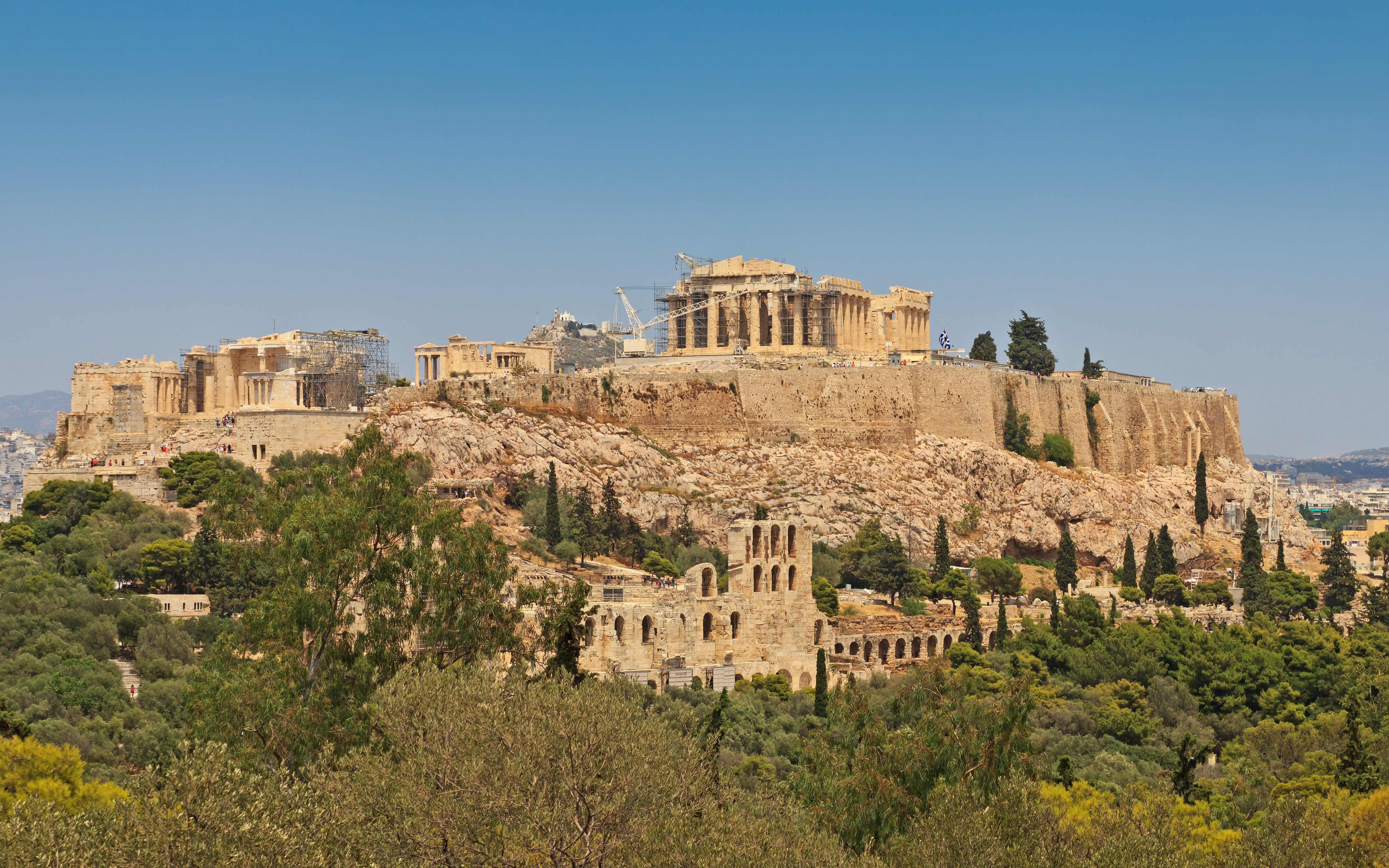
Akropolis in Athen

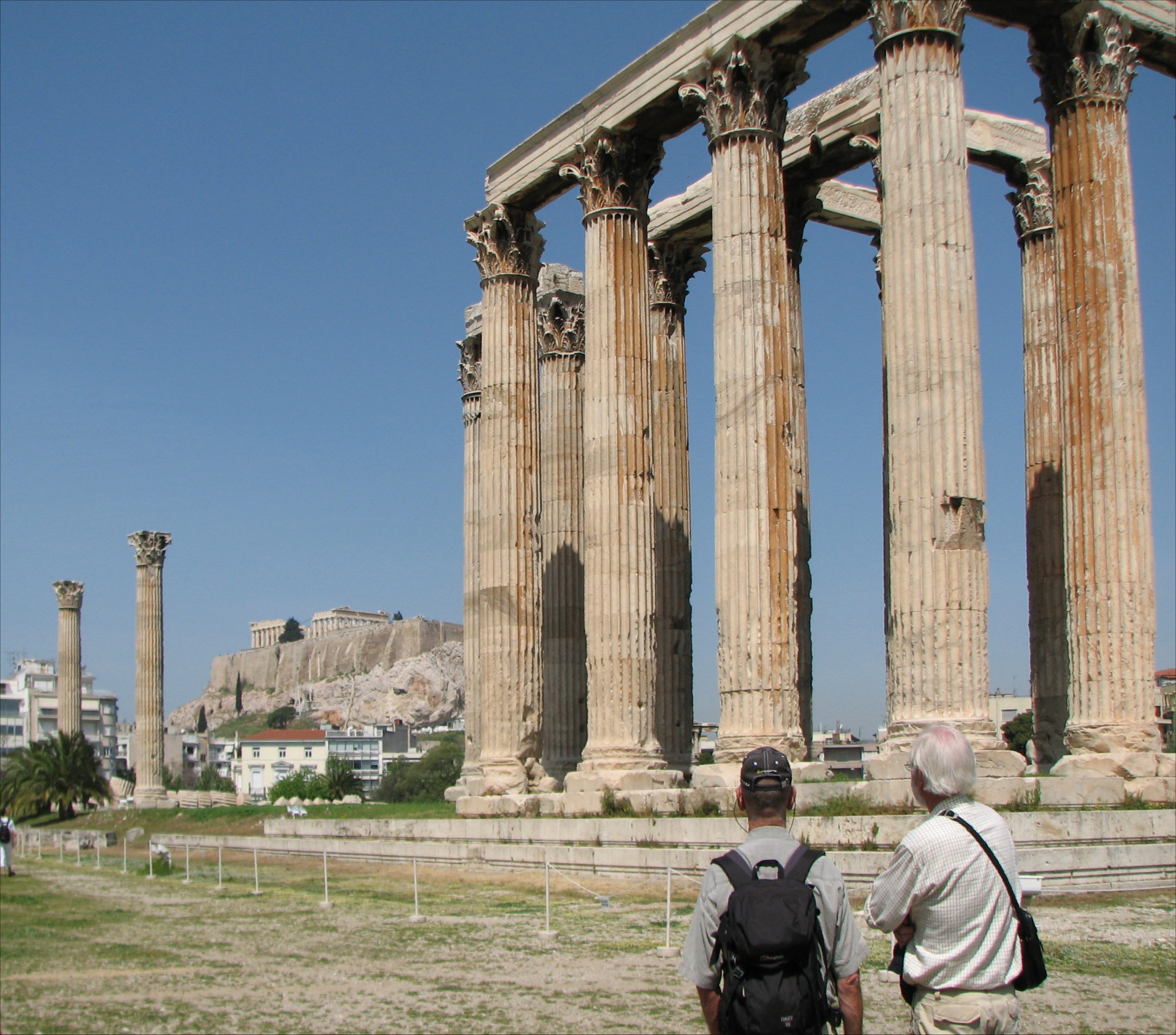
Tempel des Zeus

- Akropolis, u. a. mit Parthenontempel, Niketempel, Erechtheion, Propyläen
- Agora, u. a. mit dem Tempel des Hephaistos und der Athena (der am besten erhaltene Tempel Griechenlands), dem Nachbau der Stoa des Attalos (mit Agoramuseum)
- Kerameikos, antike Stadtmauer mit dem Dipylon, dem größten Athener Stadttor; Gräberstraße
- Pnyx, Hügel westlich der Akropolis, Ort der Volksversammlungen im klassischen Athen
- Philopapposmonument auf dem gleichnamigen Hügel südlich der Akropolis
- Areopag, Felsen nordwestlich der Akropolis und Sitz des höchsten Gerichts bzw. obersten Rates (später nur noch Blutgerichtsbarkeit)
- Dionysostheater, hier wurden die klassischen Tragödien der großen Dramatiker Aischylos, Sophokles und Euripides sowie die Komödien des Aristophanes und des Menander uraufgeführt und ab 330 v. Chr. die Volksversammlung abgehalten
- Odeon des Herodes Atticus
- Römische Agora mit dem Turm der Winde, Vorbild späterer Oktogon-Bauten und Wettertürme.
- Hadriansbibliothek
- Olympieion, Tempel des Olympischen Zeus, gewaltigster Tempel des griechischen Festlands, mit über 17 m hohen Säulen und dem Hadrianstor, das Vorbild für die Triumphbögen wurde und auch ein frühes Beispiel für Kulissenbauten ist.
- Kallimarmaro-Stadion oder Panathenäisches Stadion, 330 v. Chr. wurde das Stadion für die Panathenäischen Spiele erbaut (unter Demosthenes) und 140 n. Chr. von Herodes Atticus mit Pentelischem Marmor erneuert. Der Wiederaufbau wurde durch eine Spende des griechischen Kaufmanns Georgios Averof ermöglicht. In diesem Stadion fanden die meisten Wettkämpfe der Olympischen Spiele 1896 und die Zwischenolympiade 1906 statt. 2004 fanden hier das Bogenschießen und die Marathoneinläufe statt.

## Bauwerke des Mittelalters
Im Mittelalter lag Athen abseits wichtiger Handelsstraßen, im östlichen Mittelmeer hatte das an der Seidenstraße gelegene Konstantinopel die Rolle eines wirtschaftlichen Zentrums übernommen. Andere Zentren waren Saloniki und Mystras. Deshalb finden sich in Athen nur wenige Zeugnisse der auch in Griechenland nicht seltenen Fränkischen und Byzantinischen Bauten. Allerdings liegt das eher an den Zerstörungen durch den griechischen Unabhängigkeitskrieg und den nachfolgenden Abrissen für die Neugestaltung der Stadt bzw. archäologische Grabungen. Im mittelbyzantinischen Zeitalter entwickelte sich in Athen ein eigener Stil der Kreuzkuppelkirche mit kleinen, feingliedrigen Bauten. Die folgenden Beispiele zählen überwiegend dazu.

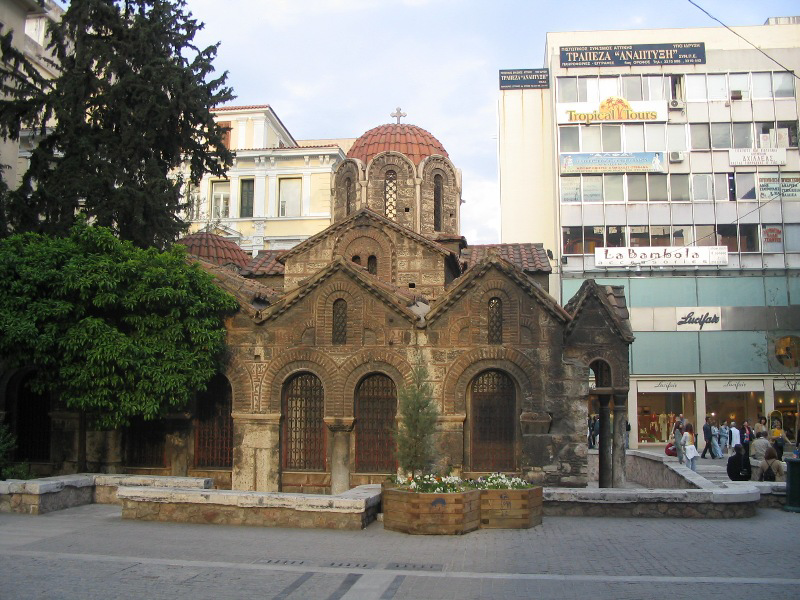
Kapnikarea-Kirche

Aufgrund der Lage an der beliebten Einkaufsstraße Odos Ermou ist die Kapnikarea-Kirche das bekannteste byzantinische Kirchlein in Athen. Die Kirche ist der Panagia Theotokos (Muttergottes) geweiht, der Name stammt entweder von Kamou Karea (Jungfrau mit Gewand), oder vielleicht vom Stifter der Kirche, wenn er ein Eintreiber der Kapnikon genannten Herdsteuer war oder so hieß. Die Kirche wurde um 1050 als dreiachsige Kreuzkuppelkirche des Viersäulentypus errichtet, im Innern sind römische Kapitelle verwendet. Hinzu kamen im 12. Jh. oder frühen 13. Jh. ein Exonarthex und am nördlichen Querschiff ein Parekklesion der Hagia Barbara. König Ludwig I. von Bayern setzte sich gegen den Abriss der Kirche ein, und die neue Hermesstraße wurde dann mittig zur Kirche angelegt, so dass diese auf einem Platz liegt. Die heutigen Wandmalereien stammen von Fotis Kontoglou, einem der bedeutenderen griechischen Künstler des 20. Jahrhunderts und Wiederbeleber der byzantinischen Maltradition.
Die kleine Metropolis (neben der Metropolis bzw. Kathedrale aus dem 19. Jh.) wurde nach Abriss einer Klosterkirche aus dem 7. Jahrhundert im späten 12. oder 13. Jh. gebaut. Verwendet wurden über 100 antike Spolien die außen sichtbar sind (vermutlich von einem Eilitheia-Tempel), darunter ein Relief mit attischem Kalenderzyklus als Türsturz. Sie diente nach der Einnahme Athens durch die Türken als Bischofskirche. Nach Bau der Kathedrale diente die Kirche bis 1868 als Bibliothek und Inschriftensammlung. Von der ursprünglichen Ausmalung aus dem 13./14. Jh. sind die Jungfrau Maria in der Apsis und ein vielfach übermalter Pantokrator in der Kuppel erhalten. Die Kirche ist der Panagia Gorgoepikoos (der „schnellerhörenden Muttergottes“) oder dem Hl. Eleutherios geweiht. Da beide von Gebärenden angerufen werden, stellt sich ein Zusammenhang zum früheren Eilitheia-Tempel her, denn auch diese Göttin war für die Geburtshilfe zuständig. Die Kleine Metropolis gilt als schönste byzantinische Kirche Athens.
Weitere byzantinische Kirchen
- Hagioi Theodoroi (11. Jahrhundert)
- Hagios Ioannes Theologos (11./12. Jahrhundert)
- Hagia Aikaterini (13. Jahrhundert)
- Hagioi Asomatoi am Bahnhof Thissio (11. Jahrhundert)
- Metamorphosis am Fuß der Akropolis (11. oder 12. Jahrhundert)
- Hagioi Apostoloi auf der antiken Agora (dito)
- Hagios Ioannes „Kolonna“, um eine antike Säule errichtete Kapelle unweit des Zentralmarktes (vermutlich 11. Jahrhundert)

Byzantinische Klöster
- Kloster Daphni (mit byzantinischen Mosaiken)
- Kloster Kesariani

## Osmanische Architektur

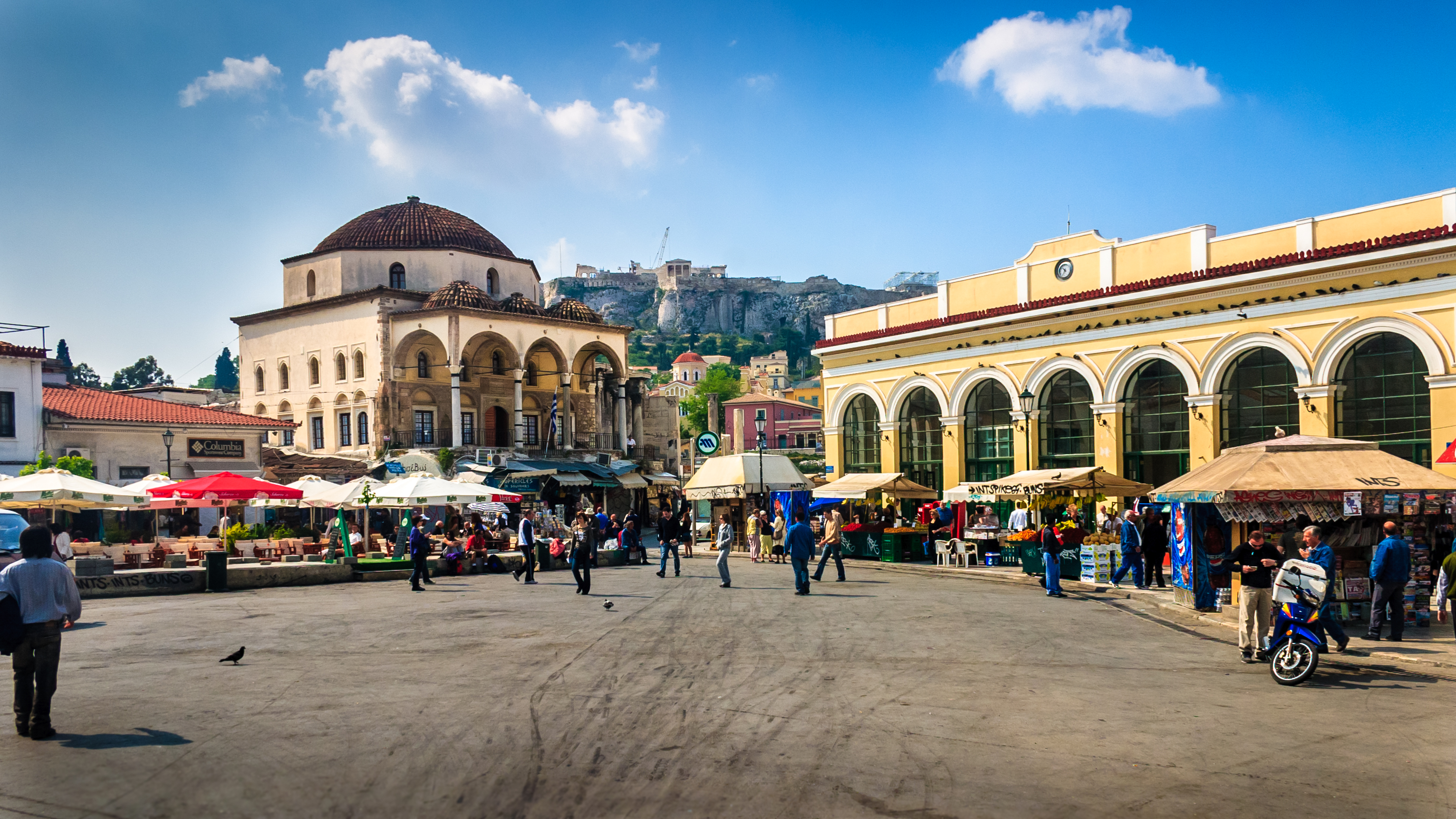
Tzisdaraki-Moschee an der Metrostation Monastiraki neben der Plaka

Das osmanische Reich hat in Athen nur wenige, zumeist sakrale Bauwerke hinterlassen. Das vermutlich älteste erhaltene osmanische Bauwerk ist die Fethije Camii (Eroberer-Moschee) im Römischen Markt. Angeblich wurde sie bereits 1456 aus Anlass des Besuchs von Mehmet II. dem Eroberer in der Stadt errichtet, vermutlich ist sie aber jüngeren Datums (während zunächst eine dort befindliche Kirche umgewidmet wurde). Sie ist heute nicht öffentlich zugänglich und dient als Büro und Lager für Ausgrabungsfunde.
Eine weitere erhaltene Moschee ist die 1759 errichtete Tzistarakis-Moschee an der Platia Monastiraki. Der osmanische Stadtverwalter Mustafa Aga Tzisdarakis ließ für ihren Bau gegen den Protest der Athener etliche antike Gebäude abbrechen. Schließlich führte die öffentliche Sprengung einer Säule vom Olympieion (aus ihr wurde Kalk für die Tünchung der Innenräume gebrannt) zu seiner Absetzung. Eine alttürkische Kalligraphie über der von Mihrabs flankierten Eingangstür nennt den Erbauer und das Baudatum. Noch 1821 wurde die Spitze des Minaretts abgerissen, 1918 wurde das Gebäude Volkskundemuseum, heute beherbergt es die Keramikabteilung dieses Museums.
Weitere osmanische Reste in Athen sind das Portal einer früheren Koranschule (Medresse) am Turm der Winde und ein früheres türkisches Bad in der Nähe, beide aus dem 18. Jahrhundert. Ferner wurden kurz vor den Olympischen Spielen 2004 oberhalb des Römischen Marktes die Fundamente der Kücük Camii (Kleinen Moschee) freigelegt.
Der Bereinigung von nicht-klassischen Bauten auf der Akropolis im 19. Jahrhundert fiel (neben fränkischen und byzantinischen Bauten) auch die Moschee im Parthenon zum Opfer. Vorhanden aber von außen nicht sichtbar ist der Stumpf des alten Minaretts in der südwestlichen Ecke der Cella.

## Stadtplanung unter König Otto
Der Gründung des griechischen Staates folgte unter König Otto die Verlegung der Hauptstadt vom Provisorium in der Kleinstadt Nauplion nach Athen. Die neue Hauptstadt lag fernab großer Handelsrouten und war auch nicht sehr bedeutend. Allerdings war Athen vor der Griechischen Revolution mit 10.000–12.000 Einwohnern immer noch die größte Stadt Zentralgriechenlands. Die Tatsache, dass die Stadt einst das kulturelle Zentrum des Landes war (und das spätere Zentrum Byzanz außerhalb der Grenzen des kleinen Reiches lag), führte zu der Entscheidung, die Stadt zur Hauptstadt auszubauen. Die Architekten Stamatios Kleanthis und Eduard Schaubert, die beide bei Karl Friedrich Schinkel studiert hatten, erhielten den Auftrag, einen „Masterplan“ für die neue Hauptstadt zu entwickeln. Um die Altstadt (im Wesentlichen die Plaka und angrenzende Stadtteile wie Psyrri) wurde ein Dreieck angelegt (heute Emporiko Trigono = Handelsdreieck genannt), an dessen Enden drei Plätze liegen und Alleen stadtauswärts führen.
Eines der ersten Gebäude war das von G. Lüders und J. Hoffer entworfene Wohnhaus von Stamatios Dekozis-Vouros. Es diente von 1836 bis 1843 als provisorische Residenz König Ottos in Athen und beherbergt heute zusammen mit einer angrenzenden Villa das Museum der Stadt Athen. Erhalten und teilweise rekonstruiert ist der frühere Thronsaal.
Da bei dieser Stadtplanung Wege, die seit der Antike existierten, nicht berücksichtigt wurden, kommt es bei heutigen Ausgrabungen häufig zu Überschneidungen mit Straßen und Grundstücken. Dafür wurde die ebenfalls weitgehend antike Wegeführung in der Altstadt unangetastet gelassen (die Straßen wurden häufig im Mittelalter zugunsten der Grundstücke verkleinert). Hier beschränkte sich die Bauaktivität auf Fassadenkosmetik – ohnehin sind dort viele Gebäude immer wieder verändert, und Mauern häufig noch aus der Antike.
Im Zuge der Neugestaltung wurden etwa 50 sakrale Gebäude abgerissen oder für andere Zwecke umgebaut (z. B. die Ruine der Hagia-Eleousa-Kirche im Stadtviertel Psyrri durch Hans Christian Hansen zum Kriminalgericht). Die Baumaterialien wurden eingelagert (und später beim Bau der Augenklinik und der Kathedrale als Spolien verwendet). Da vermutlich Leo von Klenze oder Friedrich von Gärtner die historische Bedeutung der Kapnikarea-Kirche erkannten, wurde sie bei der Anlage der Hermesstraße (Odos Ermou) nicht abgerissen. Seitdem liegt die Kirche aus dem 11. Jahrhundert in der Mitte eines Platzes in dieser Straße. Für die Erhaltung hatte sich auch Ludwig I. von Bayern bei seinem Sohn Otto verwendet. Proteste gab es von der Bevölkerung wegen der als zu breit empfundenen Boulevards, die auf die heutige Breite verschmälert wurden. Hier spielten auch Grundstücksinteressen eine Rolle.
Der Syntagma-Platz mit dem Parlamentsgebäude Friedrich von Gärtners wurde das Zentrum dieses neuen Athen (erst der U-Bahn-Bau gab für einige Jahrzehnte dem Omonia-Platz mehr Bedeutung). Die Geldmittel stammten zum Teil aus dem Kapital des Königs, aber vor allem von den Spenden und Investitionen wohlhabender Auslandsgriechen. So finanzierte der Wiener Baron von Sina die Athener Sternwarte und den Bau der Athener Akademie als Teil der Athener Trilogie der Architekten Hans Christian und Theophil von Hansen (Fertigstellung: Universität 1842, Akademie und Bibliothek 1891) oder die Gebrüder Zappas das Zappeion (ebenfalls von Th. Hansen). Der vorherrschende Baustil dieser Zeit ist ein puristischer Klassizismus, der eng an der klassischen perikleischen Epoche der Stadt orientiert ist. Die Akademie z. B. ist in Einzelformen an das Erechtheion angelehnt. Auch wurde hier erstmals die Farbigkeit der antiken Vorbilder mitberücksichtigt. Die Regierungszeit Ottos, so sehr Grundlagen wie Rechtswesen oder Bildung gefördert wurden und er ein glühender Patriot war, erwies sich als ökonomisches Fiasko, nicht zuletzt aufgrund der vielen Baumaßnahmen, die die finanziellen Mittel des Staates wesentlich überforderten. 1863 dankte Otto schließlich ab.

## Das ausklingende 19. Jahrhundert in Athen

Aquarellentwurf von Ziller für das Haus Patsiadis (re.) und linkes Nachbarhaus

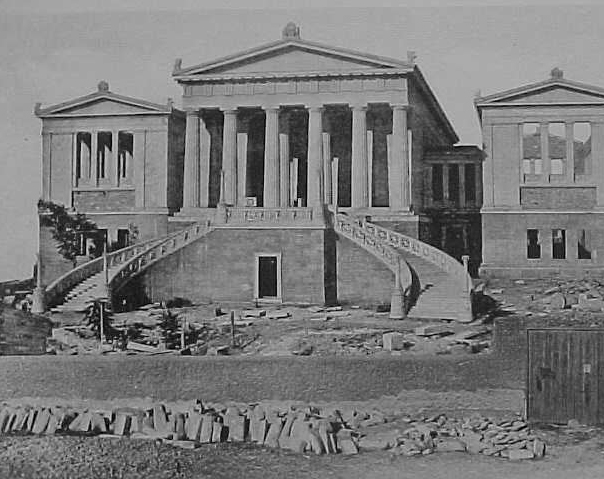
Bau der Nationalbibliothek

Ottos Nachfolger, der aus Dänemark stammende Georg I. profitierte von den Reformen seines Vorgängers. Der griechische Staat erholt sich und konnte sich auch Kriege mit Gebietszuwächsen leisten. Geldmittel sind in der nun größeren Stadt vorhanden, um wichtige Projekte zu vollenden oder neue zu beginnen.
Der sächsische Architekt Ernst Ziller kam als Mitarbeiter Hansens nach Athen. Alsbald lernt er die griechische Sprache und wird als griechischer Staatsbürger Hofarchitekt. Privat bekam er über 600 Bauaufträge, die von Bahnhöfen (der Peloponnesische Bahnhof ist heute im restaurierten Originalzustand) bis zu Privatresidenzen und Grabmälern reichte. Diese Architektur wird fälschlicherweise noch Otto zugeschrieben, häufig auch wegen der deutschen Bauherrn oder Architekten, sie unterschied sich jedoch in Ausführung und Baustil. Die Formensprache war nun weniger puristisch. Im Bau des Nationaltheaters zitierte Ziller mit den vorstehenden Säulen die Hadriansbibliothek in Athen und somit auch römische Architektur. Diese Thematik wurde später auch von anderen Bauten im Ausland übernommen. Relativ selten werden Stile ohne baulichen Bezug zur Stadt zitiert, so die italienischen Renaissance oder die deutsche Gotik.

„Indem viele dieser Architekturen unmittelbar und exakt antike Vorbilder aus Athen zitieren, oder sie sogar als ganzes kopieren, lässt sich an ihnen eine sehr genaue plastisch-räumliche Vorstellung von intakter antiker Baukunst gewinnen, wie es die ruinenhaften Originale häufig nicht mehr vermitteln können.“

Gebäude des 19. Jahrhunderts:
- Klassizistisches Ensemble Athener Trilogie. Zuerst entstand nach Plänen von Christian Hansen das Universitätsgebäude (1842). 1891 wurde die Akademie von Athen nach Plänen von Theophil von Hansen in der Ausführung von Ernst Ziller eingeweiht. Ebenfalls 1891 wurde die Nationalbibliothek nach Entwürfen von Theophil Hansen fertiggestellt. In direkter Nachbarschaft befinden sich der katholische Dom (erster Entwurf im Stil der italienischen Renaissance von Leo von Klenze und die ehemalige Augenklinik, Entwurf von Th. Hansen).
- Syntagma-Platz mit dem Parlamentsgebäude (Architekt: Friedrich von Gärtner) und dem Hotel Grande Bretagne. Von dort beginnen die Vasilisis Sophias Avenue und die Stadiou-Straße. Südlich des angrenzenden Nationalgartens befindet sich die Zappeion-Ausstellungshalle, ursprünglich von François-Louis-Florimond Boulanger, modifiziert und realisiert von Theophil Hansen.
- Peloponnesischer Bahnhof und Larissa Bahnhof (Σταθμός Λαρίσης, Stathmos Larisis) von Ernst Ziller
- Villen von Ernst Ziller, die bekanntesten sind: Iliou Melathron (als Wohnhaus Schliemanns, heute: Numismatisches Museum) und Wohnhaus Stathatos (heute Teil des Goulandris-Museums)
- Athener Markthalle für Fisch und Fleisch, Odos Athina. (Architekt: Panagiotis Kalkos)

## Moderne statt Art Decó

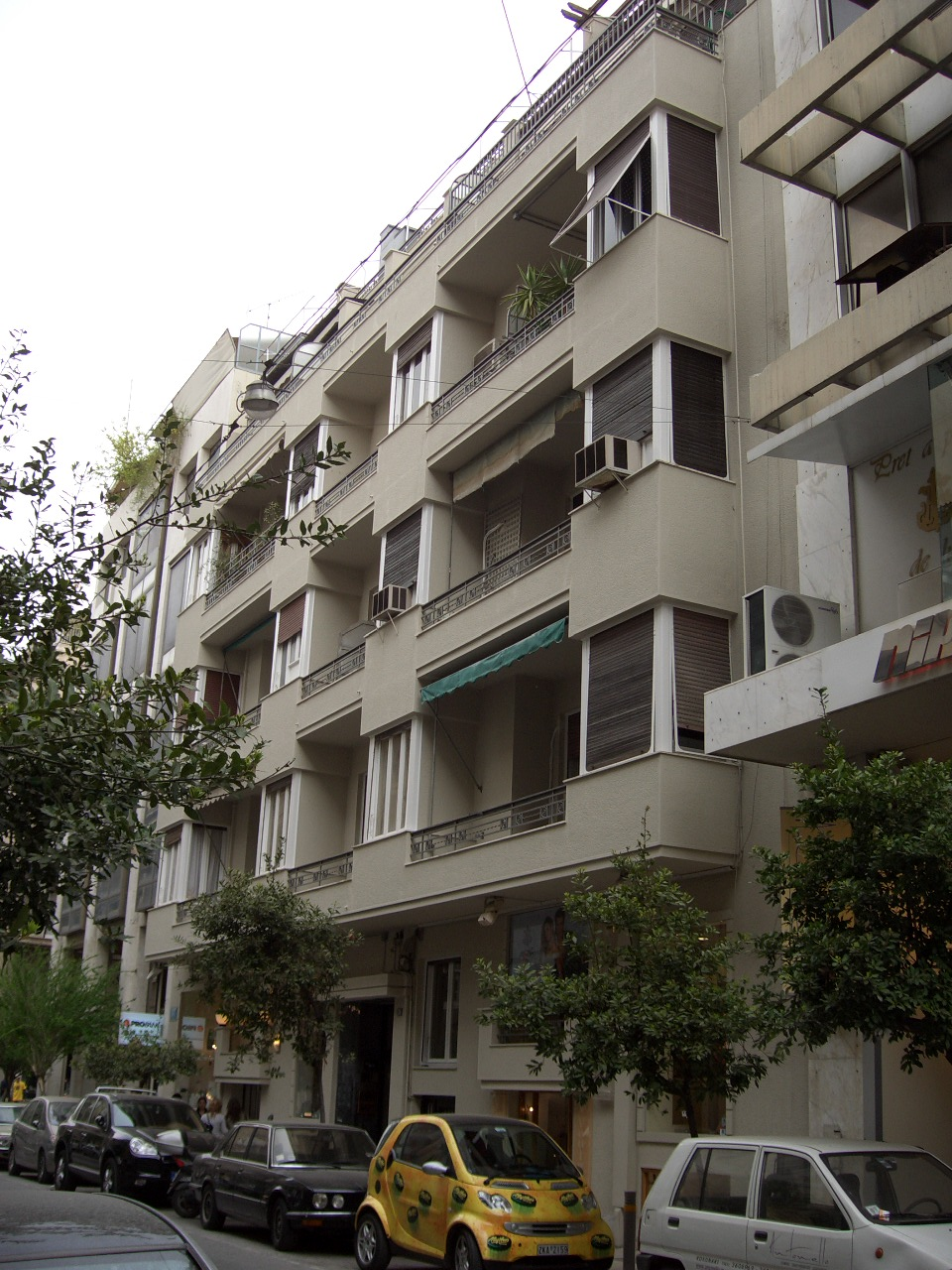
Einer der zahlreichen Apartmentblocks aus den 1920er Jahren

Der Jugendstil konnte in Griechenland nie Fuß fassen, sofern Bauten im Jugendstil errichtet wurden, waren es Ferienvillen oder Häuser in der Provinz. Allenfalls Jugendstilelemente finden sich an einigen wenigen Fassaden in Athen. Die Stadt kann zwar nicht beanspruchen die klassische Moderne erfunden zu haben, sie war jedoch zur Geburtsstunde mit dabei. Diese wurde pathetisch aufgenommen und adaptiert. Dafür gab es mehrere Gründe. Die Moderne wurde von Bauherrn als puristische Form der antiken Klassik empfunden und somit als traditionsreiche Bauform. Hinzu kam die nachweisliche Begeisterung von Le Corbusier für die kubischen Häuser der Kykladen. Dies bestätigen auch Details, so zeigt sich der Baukörper in einer kubischen Form, während der Einsatz von weißem und schwarzem Marmor und einige dezente Kunstschmiedearbeiten im Inneren für repräsentative Behaglichkeit sorgen. Architekten distanzierten sich vom Rezitieren alter Baustile, den sie als schulisch oder akademisch (im Sinne von Kunstakademie) diffamierten.
Nach der Vertreibung von Griechen aus der Türkei 1921 verdoppelte sich fast die Einwohnerzahl Athens, wo sich die meisten von ihnen niederließen, so dass nunmehr Barackensiedlungen ganz Attika säumten, das Schloss am Syntagma-Platz wurde zum Durchgangswohnheim. Die einst wohlhabenden kleinasiatischen Griechen hatten zwar ihren ganzen Reichtum verloren, ihr Wissen ließ sie jedoch schnell gesellschaftlich aufsteigen. Die Form des Athener Appartementhauses entstand. Dieses war damals noch keine billige Massenunterkunft. Vielmehr bot es mit Concierge, Aufzug und einer großen schattigen Terrasse Komfort für die neue und alte obere Mittelschicht, oft nach Pariser Vorbild.
Eines davon ist das Blaue Apartmenthaus in Exarchia. Die alten Villen und zweistöckigen Häuser der Zeit der Staatsgründung wurden zunehmend abgerissen oder verkamen zu billigen Wohn- oder gar Lagerflächen.

## Moderne und Staatsbauten
Als sich der griechische Staat von der übermäßigen Flüchtlingszahl erholt, werden große Bauprogramme in Angriff genommen, um die Infrastruktur der neuen Bevölkerungszahl anzupassen. In Athen entstehen vor allem Krankenhäuser, so etwa das Sotiria Sanatorium des Bauhäuslers Ioannis Despotopoulos. Im ganzen Land entstehen über 3000 Schulen, entworfen im Büro des Schulbauprogramms unter Patroklos Karantinos, einem Schüler Auguste Perrets und Freund Le Corbusiers. 1933 organisiert Karantinos den CIAM-Kongress, es wird die Charta von Athen unterzeichnet, die fortan das weltweite Manifest der Moderne war.
Auch in Griechenland trübt sich die politische Situation, der neue Machthaber Ioannis Metaxas, ein Diktator, nimmt zwar nie zur modernen Architektur Stellung. Die modernen Architekten erhielten jedoch keine Bauaufträge mehr, und die wenigen Neubauten wie das Gebäude des Beteiligungsfonds der Armee (später die deutsche Kommandantur, heute das Attica-Kaufhaus), werden in einer monumentalen kubischen Art-déco-Stromlinienform errichtet.

## Die Nachkriegsmoderne
Nach 1945 beginnt wieder eine rege Bautätigkeit, die zum einen durch den Marshall-Plan begünstigt wird, zum anderen eine Landflucht zu verzeichnen ist. Bis auf die von Aris Konstantinidis entworfene Arbeitersiedlung in Nea Philadelphia entstehen in Athen nur wenige staatliche Sozialwohnungen. Fatal wirkt sich die Zeit der Militärdiktatur aus. In der Zeit 1967–1974 konnten Bauherren historische Bauten ohne größere Hürden gegen zweitklassige oft zu hohe Neubauten ersetzen. Man hatte auch keine Klagen von Bürgern oder Beschwerden zu befürchten, da die Junta jede Initiative dieser Art (so unpolitisch sie auch war) als staatsfeindlich bewertete.
Das System der Antiparochi (der Grundstückseigentümer überlässt sein altes Haus und das zugehörige Grundstück einem Bauherren und erhält als Gegenleistung eine bestimmte Zahl von Wohnungen im Neubau) führte zu ganzen Straßenzügen, die als „fortdauerndes ,Copy & Paste‘ ein und derselben Gebäudetypologie […] vom Zentrum bis in die Peripherie“ billig hochgezogen wurden. Im Gegensatz zu den Appartementhäusern der 1920er bis 1930er wurden diese als Polykatikìes bezeichneten kostengünstig errichteten Wohnhäuser meist als „Architektur ohne Architekten“ vollständig von Bauingenieuren entworfen und sind daher vorrangig nach praktischen und weniger nach ästhetischen Merkmalen gestaltet. Eine Besonderheit in diesen Gebäuden stellt die vertikale soziale Stratifikation dar: Unterschiede im sozialen und finanziellen Status der Bewohner verteilen sich nicht horizontal über verschiedene Stadtteile und Wohnkieze, sondern ziehen sich vertikal durch die Etagen der Häuser, wobei die ärmsten Schichten in den unteren und die wohlhabenderen in den höheren Etagen wohnen.
Seit den 1960er Jahren entstanden auch einige herausragende Bauten, so etwa das Terminal Ost am ehemaligen Athener Flughafen Hellenikon von dem finnischen Star-Architekten Eero Saarinen (1960–63) oder die Botschaft der USA an der Vassilis Sophias Avenue des Bauhaus-Architekten Walter Gropius (1961). Für Empörung sorgte der Bau des Hilton-Hotels (1963); es gilt zwar als architektonisch wertvoll (und erhielt 2003 einen unauffälligen neuen Gebäudeflügel an der Rückseite), widersprach aber schon seinerzeit der damaligen Athener Bauordnung, einerseits durch die Anzahl der Geschosse, andererseits durch die Nichteinhaltung der Vorgabe, keine Gebäude im Stadtbild mit Wahrzeichencharakter zu bauen, weil diese dann die herausragende Bedeutung des Parthenon auf der Akropolis von Athen stören würden.
Experimentelles Bauen wurde vor allem von Takis Zenetos realisiert, der die formale Überwindung des Kubus als eine wichtige Herausforderung der Architektur sah. Bekannt wurde er mit seinem Frühwerk die Brauerei Fix, als bedeutender wird jedoch sein Spätwerk eingestuft.
Beachtung mit einer unspektakulären Bauaufgabe erzielte Dimitris Pikionis, welcher von 1951 bis 1958 die Führung der Fußgängerwege rund um die Akropolis und den Philopappos-Hügel neu gestaltete.

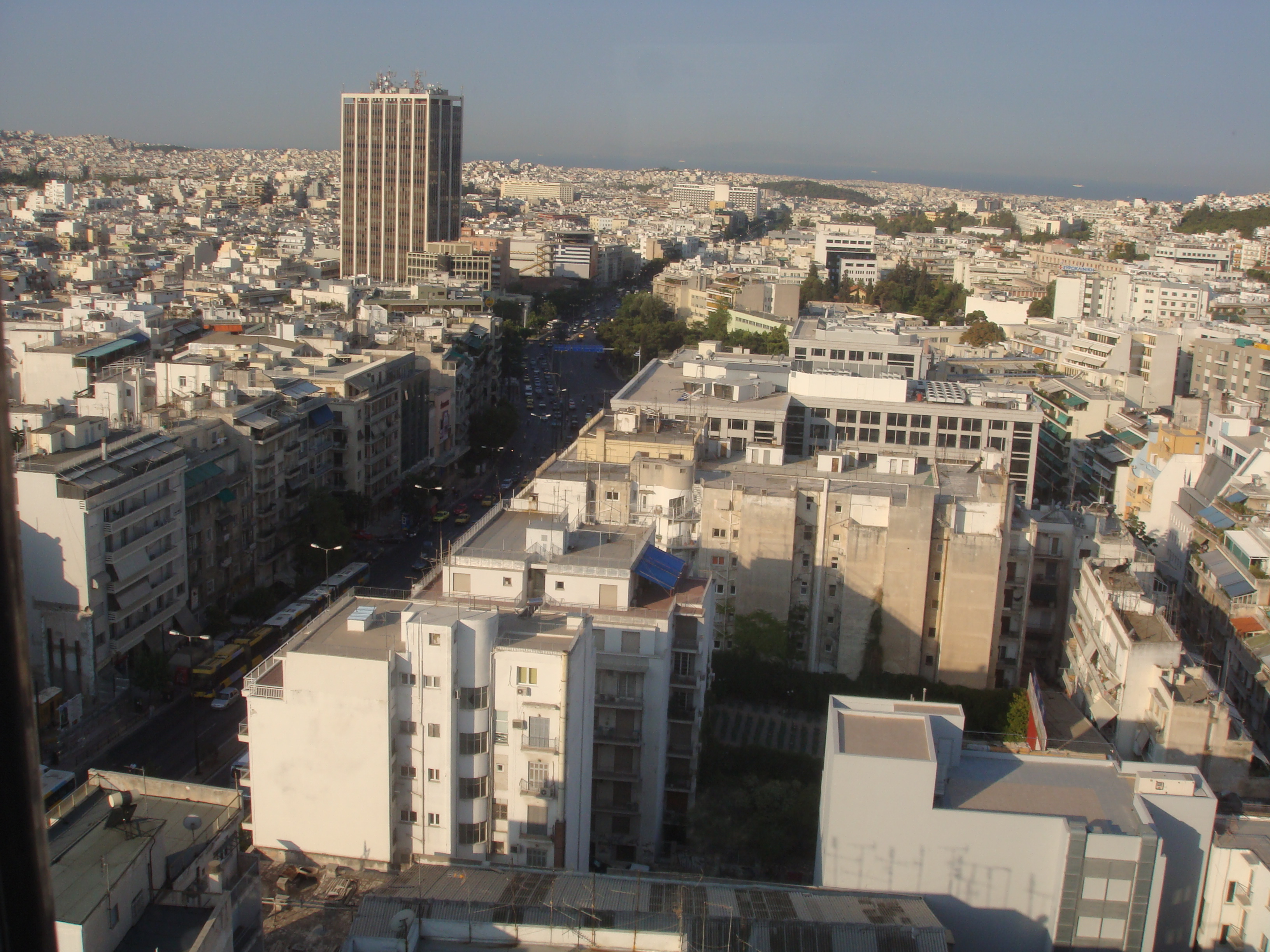
Der Athens Tower 1 in der Kifissias Avenue

Die griechische Militärjunta (1967–1974) beschränkte nicht nur das Verbot, hohe Gebäude zu errichten auf einen bestimmten Radius um die Akropolis, sondern förderte auch deren Errichtung etwa durch verkürzte Genehmigungsverfahren. In dieser Zeit entstanden zahlreiche Hochhäuser wie der 103 m hohe Pyrgos Athinon (1968–1971), welcher damals das höchste Gebäude Südosteuropas war, das Piraeus Trade Center in Piräus mit 85 m (fertiggestellt 1976) und das 68 m hohe Hotel President (fertiggestellt 1977). Mit Fördergeldern der Regierung wurde 1973 das 80 m hohe Wohnhochhaus Pyrgos Apollon (Apollon Turm) gebaut. Nach dem Ende der Junta wurde die Bauordnung wieder geändert, sodass keine Genehmigungen für hohe Gebäude erteilt wurden.

## Lebensqualität und Infrastrukturprojekte
Die Zeit der späten 1970er Jahre und die 1980er Jahre können städtebaulich als Tiefpunkt Athens gelten. Wohlstand hatte zum Anstieg des Individualverkehrs geführt, die Gitonies (griechisch γειτονιές, Viertel) wurden zugunsten der Vorstädte verlassen, wo Appartementhäuser Punkthäuser mit Garten entstanden. Gegen diesen Trend begann das Architektenpaar Dimitris und Susana Antonakakis mit ihrem Büro Atelier 66 Bauten zu realisieren, die zwar formell der Moderne zuzuordnen waren, aber die Kleinteiligkeit traditioneller Architektur aufnahmen: So schlängelt sich etwa das Treppenhaus des Appartementhauses Emannouil-Benaki-Straße 118 (1975) quer durch das ganze Gebäude, und jede Wohnung ist anders geschnitten, teilweise unter verschiedenen Deckenhöhen. Architekturkritiker wie Kenneth Frampton oder Alexander Tzonis setzen dieses Werk als Beginn des kritischen Regionalismus in der Architektur.
Das Megaro Moussikis entstand ab den 1970er Jahren als Musikhalle. Der Entwurf des anfangs von dem Verein der Musikfreunde finanzierten Gebäudes greift die Volumetrie der angrenzenden von Gropius entworfenen amerikanischen Botschaft auf. Beachtenswert ist der große Saal mit einer großen Konzertorgel von Klais, einer der wenigen der von Grund auf durch den österreichischen Starakustiker Heinrich Keilholz geplant wurde.
Mit Antonis Tritsis wurde 1990 erstmals ein Architekt und Städteplaner zum Bürgermeister gewählt, der die Begrünung der Stadt vorantrieb, Busspuren einführte und öffentliche Plätze aufwerten ließ. Als Gegner von U-Bahnen (, denen er urbane Qualitäten absprach,) wollte er ein engmaschiges Netz von Straßenbahnen errichten und wichtige Kreuzungen untertunneln. Wenige Jahre im Amt starb er an einem Herzanfall, sodass viele Projekte von ihm unrealisiert blieben. Letztendlich wurde sowohl die U-Bahn ausgebaut als auch die Straßenbahn wiedereingeführt. Die (erfolglose) Olympiabewerbung für 1996 verstärkte die Aufwertungsbemühungen um das Zentrum Athens. In der Peripherie entstanden wichtige Infrastrukturprojekte wie die S-Bahn Proastiakos, die Autobahnspange und der neue internationale Flughafen Athen-Eleftherios-Venizelos. Aufgrund der zeitlichen Nähe zur Olympiade 2004 in Athen wurden die Projekte häufig mit dieser in Verbindung gebracht.
Auch in Athen entstanden seit den späten 1970er Jahren postmoderne Bauten, unter anderem von Demetri Porphyrios. Zur Farce geriet die erste Ausschreibung um das neue Akropolismuseum, die das italienische Büro Manfredi Nicoletti & Lucio Passarelli mit einem verspielten Entwurf gewannen und die letztendlich zur Neuausschreibung und der Forderung eines sachlichen Entwurfs führte. Die formale Neuinterpretation eines Bürogebäudes der Athener Innenstadt wagte Alexandros Tombazis mit dem Verlagshaus an der Leoforos Alexandras (1991–95), das den Purimus und die Farbigkeit der Jahrtausendwende zuvor nimmt.
Mit dem Fresh Hotel (Entwurf von Zeppos - Georgiadis & Associates) in der Nähe des Omonia-Platzes und dem Semiramis-Hotel in Kifissia (Entwurf von Karim Rashid) wurden Ende der 1990er Jahre erstmals zwei Hotels zu Designhotels umgebaut.

## Städtebauliche Impulse zu den Olympischen Spielen 2004
Bis zur erneuten (und erfolgreichen) Kandidatur vergingen einige Jahre und der U-Bahnbau stieß von der einen archäologischen Ausgrabungsstätte zur nächsten. Eine Station im Rohbau musste gar aufgegeben werden, weil auf der Trasse dorthin zu wichtige Grabungsfelder entdeckt wurden. Die neue Trasse macht einen Bogen und die alte Station wurde zu einer Tiefgarage. Das „Olympische Gesetz“ wurde verabschiedet, das Klagen bei Olympischen Bauten nur a priori erlaubt, mit Begründung des Zeitdrucks. Und tatsächlich wurden einige Bauten, die nicht als olympisch eingestuft wurden, von Klagen der Anwohner überhäuft. Prominentes Beispiel war das Akropolis-Museum. Erst wurde eine wichtige Grabungsstätte entdeckt und der italienische Architekt weigerte sich diese zu integrieren. Nach neuer Ausschreibung gewann Bernard Tschumi, sein Entwurf wurde von der Öffentlichkeit sehr gelobt, die Anwohner reichten Klagen ein. Es gab eine jahrelange Verzögerung, die Eröffnung zur Olympiade konnte nicht eingehalten werden. Als Hauptarchitekt der Olympiade 2004 wurde Santiago Calatrava ausgewählt.
Häufig war in ausländischen Medien von den Bauverzögerungen gesprochen, ohne jedoch die Ursachen zu beleuchten. So war eine Ursache die hohen Maßstäbe die Calatrava setzen wollte, häufig wurde technologisches Neuland betreten und es traten unerwartete Probleme auf. Beim Bau des Dachs des Olympiastadions das die größte Spannweite eines einzelnen Rohrs aufweist, erwies sich auch der Baugrund als problematisch. Die Sicherheitsbestimmungen hatten sich seit den Terroranschlägen vom 11. September geändert, so dass auch diese zu Änderungen führten. Einige Bauten wurden schließlich einfach aus Kostengründen gekappt und die lange Bauzeit wurde als Argument vorgeschoben, so etwa die Überdachung des Aquatic Centre. Anders als Kritiker behaupteten, wurde sowohl der von archäologischen Ausgrabungen beeinträchtigte U-Bahn-Bau fertig, als auch die Sportstätten.

## Nach 2004 bis zur Wirtschaftskrise

The Mall Athens

Katehaki Fußgängerbrücke

Neubau der Nationalbank

Der U-Bahn-Bau setzte sich auch nach der Olympiade fort, gegenwärtig wird die orange Linie 4 geplant, die hufeisenförmig durch die zentrumsnahen innenstädtischen Stadtteile führen soll.
Die Verbesserung der Verkehrsinfrastruktur in der Peripherie führte zu einer Verlagerung und Konzentration des Einzelhandels besonders an auswärtigen U-Bahn-Stationen, so befinden sich zahlreiche Filialen von Supermarktketten, Elektronikketten und Baumärkten (Lidl, Media Markt, Ikea etc.) in den Vororten. Erstmals entstanden in Griechenland auch größere Einkaufszentren, das The Mall und weiter südlich das Einkaufszentrum für Luxuslabels Golden Hall. Außerhalb Athens entstand das große Outletcenter McArthurGlenn Athens. Eine Gemeinsamkeit dieser Bauten ist, dass Zeltdächer nach Athener Bauordnung nicht als umbaute Fläche gelten, sodass Gänge in Einkaufszentren häufig mit diesen überspannt werden, um die bebaute Fläche im rechtlichen Rahmen zu halten.
Während immer mehr neue Siedlungen in den Vorstädten Athens entstehen, verkommen frühere Mittelstandsquartiere in der Innenstadt etwa in der Nähe zum Omonia-Platz oder am Larissa-Bahnhof zu Slums von Emigranten. Auch gilt der innerstädtische Einzelhandel mit kleinteiligen Passagen als unzeitgemäß, ganze Ladenzeilen stehen leer. Gleichzeitig sind aber auch zentrumsnahe Stadtteile wie Psirri und die Plaka in Mode gekommen, die früher eher für billige Tavernen oder Touristenläden bekannt waren. Hier wurden zahlreiche alte Häuser restauriert.
Abriss der Fix-Fabrik
An der U-Bahn-Station Syngrou-Fix entlang der Leoforos Syngrou befand sich bis in die 1970er Jahre die Brauerei Fix, das 1957–63 errichtete Gebäude galt als Meisterwerk des Architekten Takis Zenetos. Nach dem Konkurs des Unternehmens stand dieses leer und wurde von Drogensüchtigen und Obdachlosen genutzt. Anwohner wollten einen Abriss erreichen, letztendlich wurde das Gebäude an einen Betreiber von Parkhäusern verkauft, der ein unterirdisches Parkhaus und darüber eine Grünfläche errichten wollte. Bedenken von Architekturkritikern wurden ignoriert. Als schließlich der Abriss in vollem Gang war, kam es zu heftigen Protesten und Demonstrationen für den Erhalt des Gebäudes. Letztendlich war der Kompromiss erst gefunden, als der Parkhausbetreiber sich bereit erklärte, sich auf das bereits abgerissene Stück zu begrenzen und er verzichtete auf den Rest. Dieses wurde zum neugegründeten Nationalen Museum für Zeitgenössische Kunst umgebaut.
Verbesserung der kulturellen Infrastruktur
Der Tourismus als eine wichtige Einnahmequelle der Stadt, begründet auch die Verbesserung der damit verbundenen Infrastruktur. Zusammen mit dem neuen Akropolismuseum wurde auch der zweite Peripatos, ein Fußgängerweg südlich entlang der Akropolis eingeweiht. Ein Teil der Projekte ist privat gestiftet, so etwa das Onassis Haus der Künste der Alexander-Onassis-Stiftung oder das Museum der Kunststiftung DESTE. Im Fall der neuen Oper und der neuen Nationalbibliothek, die von Renzo Piano auf dem früheren Gelände der Rennbahn (, die zur Olympiade nach Markopoulo umgezogen ist,), wurde eine Einigung des Stifters und des Staats erzielt. Die Stavros Niarchos Foundation forderte vom Staat ein Mindestbudget für beide Institutionen, nach deren Stiftung. Das Kulturministerium ist jedoch zu Budgetkürzungen gezwungen. Das Stavros Niarchos Foundation Cultural Centre wurde 2016 fertiggestellt.
Die Realisierung des größten Stadtparks der Welt auf dem Gelände des ehemaligen Flughafens Hellenikon gilt nunmehr als unsicher, da der Staat vermutlich das Areal veräußern wird.
Einige jüngere Projekte
- Neubau der Nationalbank in der Aiolou-Straße Ecke Sophokleous-Straße von Mario Botta, 1999–2001
- Nationalversicherung in der Leoforos Syngrou von Mario Botta
- Gestaltung des Komplexes der Küstenlinie in Phaliro von B. Reichen und P. Robert, 2004
- Neues Akropolis-Museum von Bernard Tschumi, 2001–2007
- Onassis Haus der Künste, Syngrou Av. 109, von Architecture Studio
- Bau der Athener Moschee im Stadtteil Votanikos seit 2016